# Trisuloides hawkeri
Trisuloides hawkeri är en fjärilsart som beskrevs av Louis Beethoven Prout och Talbot 1924. Trisuloides hawkeri ingår i släktet Trisuloides och familjen Pantheidae. Inga underarter finns listade i Catalogue of Life.